# Tigres Voladores
Los Tigres Voladores (en chino tradicional: 飛虎隊, en chino simplificado: 飞虎队; en inglés: The Flying Tigers) fue un grupo de combate aéreo mercenario estadounidense denominado AVG, (American Volunteer Group o 1.er Grupo de Voluntarios Americanos) que operó como apoyo a la Fuerza Aérea de la República de China, en la Segunda guerra sino-japonesa, en el contexto de la Segunda Guerra Mundial. 
Su apodo se debió gracias a los diarios chinos que al ver su primer combate contra la fuerza aérea imperial japonesa, decían: -"Volaron como tigres, Volaron como tigres voladores"-. 
Este grupo fue aprobado, apertrechado y mantenido en secreto bajo la autorización del presidente de los Estados Unidos Franklin Delano Roosevelt y del generalísimo Chiang Kai-shek. 

## Historia
En julio de 1937 estalló la Segunda guerra chino-japonesa, Japón ocupó Manchuria y comenzó a ocupar importantes ciudades y puertos de China, además su aviación comenzó a destruir sistemáticamente la industria y realizar bombardeos masivos contra la población. China para 1940 estaba derrotada y no podía oponerse al poderío aeronaval y terrestre japonés, entonces su líder Chiang Kai-shek solicitó la cooperación estadounidense bajo la Ley de Préstamo y Arriendo. Estados Unidos respondió celebrando un contrato secreto con China por US$50.000.000, enviando 100 aviones Curtiss P-40 y personal militar de mantenimiento más aviadores, unos 300 en total (dados de baja nominalmente para no involucrar a Estados Unidos), entre ellos estaba el teniente general (R) Claire Lee Chennault, dado de baja y jubilado quien llegó a territorio chino como "agricultor", este militar logró llevarse muy bien con el líder chino y de facto se convirtió en jefe de la aviación militar china. El contrato expiraba el 1 de julio de 1942. Chennault trajo de Estados Unidos a pilotos aventureros que atraídos por la paga se enrolaron en el escuadrón para combatir a los japoneses.
Estos pilotos provenían de las Fuerzas Aéreas del Ejército, la Armada y el Cuerpo de Marines de los Estados Unidos. El teniente general estadounidense Claire Lee Chennault, consejero del generalísimo Chiang Kai-shek, comandó el grupo de tres escuadrones de cazas, que entrenaron en China, con el objetivo de defender la carretera de Birmania, que constituía la principal vía de suministros a las fuerzas chinas del Kuomintang, que estaban en guerra con el Imperio de Japón durante la Segunda guerra sino-japonesa. 
La unidad fue reclutada entre pilotos activos en el ejército de los Estados Unidos, a los que se les ofreció un pago mensual de 600 dólares por piloto y 750 dólares a cada comandante de escuadrón (casi tres veces el monto acostumbrado); más una recompensa de 550 dólares adicionales por cada avión enemigo derribado. Por lo cual fueron considerados como mercenarios.
Los pilotos interesados fueron dados de baja del ejército y se les envió a China como civiles, si eran capturados, el gobierno los desconocería totalmente y no habría ningún tipo de ayuda; por otro lado los japoneses anunciaron que de ser capturados se les ejecutaría sumariamente.
Estos pilotos entrenaron con los cazas Curtiss P-40 bajo las tácticas de combate ortodoxas de Chennault, dichas tácticas darían resultados exitosos y serían aplicadas más adelante en la campaña de Guadalcanal. 

### Acción
Los estadounidenses no entraron combate hasta el 20 de diciembre de 1941, trece días después del ataque a Pearl Harbor. El 20 de diciembre tuvo lugar el primer combate, en el que se interceptaron diez bombarderos Mitsubishi Ki-21, de los que se afirmaba haber derribado seis. Tres días después, el 3.º Squadron del AVG se batió en encarnizados combates sobre Rangún, en los que se derribaron diez aviones japoneses frente a tres P-40 y la pérdida de dos pilotos. Cuando expiró el contrato el 5 de julio de 1942 el AVG fue absorbido por la USAAF, para entonces la unidad había derribado 286 aviones nipones contra solo 12 bajas. 
Esta unidad fue esencial para mejorar la moral china y estadounidense, que probablemente en aquel momento se encontraban en su punto más bajo.
El 5 de julio de 1942 el AVG fue absorbido por la USAAF como el 23.er Grupo de Cazas. No obstante, las fauces de tiburón que pintaron en el morro de sus aviones, además del logo diseñado por la compañía Walt Disney (un tigre con alas); los logotipos de los otros dos escuadrones de los Tigers, el n.° 3 Hell's Angels y el 2. Panda Bears; junto con los de las ruedas del tren de aterrizaje y los colores de la bandera de China, han continuado siendo un icono de sus victorias hasta hoy en día. La unidad tuvo desde el comienzo dificultades para el suministro de repuestos debido a la lejanía de las fuentes, los mecánicos tuvieron que improvisar soluciones ingeniosas para suplir estas carencias.
Como dato curioso, las cazadoras de vuelo llevaban en la espalda la bandera china además de una leyenda en chino donde se ofrecía una recompensa a la persona que los ayudara en caso de problemas en el territorio chino.

## Tigres Voladores notables
- Mayor Gregory "Pappy" Boyington dado de baja de los Tigres Voladores en abril de 1942. Regresó al servicio activo con los U.S. Marines. Comandó el famoso escuadrón VMF-214 “Black Sheep” en las  Islas Salomón. Al final de la Segunda Guerra Mundial fue condecorado con la Medalla de Honor del Congreso. Finalizó su carrera militar con el grado de coronel.

- Mayor David Lee "Tex" Hill, comandó el escuadrón 23 de la Fuerza Aérea de los Estados Unidos en China. Finalizó su carrera militar con el grado de general de brigada.

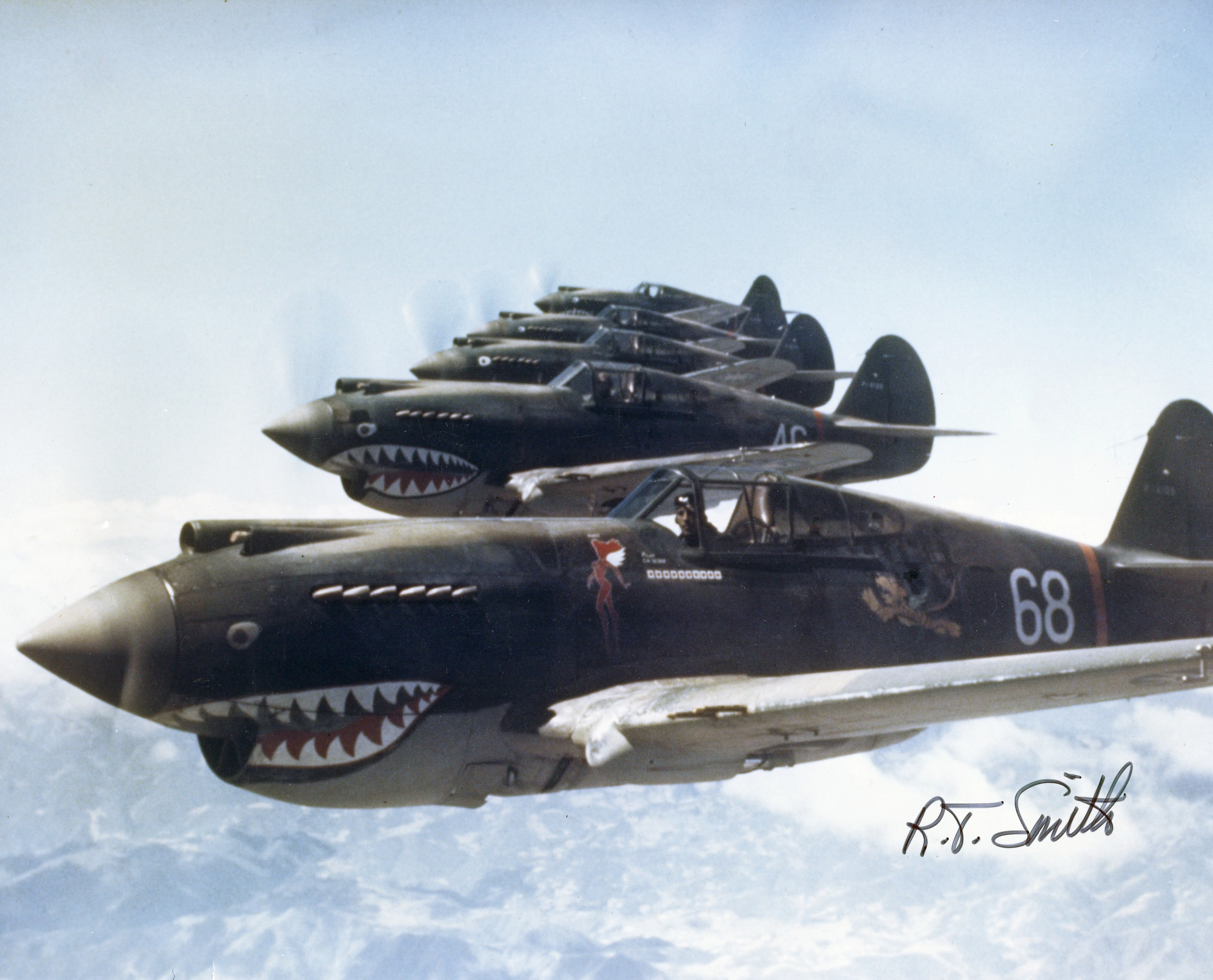
3° Escuadrón Hell's Angels de los Tigres Voladores sobre China en 1942, fotografía tomada por el piloto Robert T. Smith

### Aces de los Tigres Voladores
A diecinueve pilotos se les confirmaron cinco o más victorias aire-aire con los Flying Tigers
- David Lee "Tex" Hill: 18.25 victorias
- Robert Neale: 13 victorias
- Edward F. Rector: 10.5 victorias
- George Burgard: 10 victorias
- Robert Little: 10 victorias
- Charles Older: 10 victorias
- Robert T. Smith: 8.9 victorias
- William McGarry: 8 victorias
- Roger Pryor: 8 victorias
- Charles Bond: 7 victorias
- Frank Lawlor: 7 victorias
- John V. "Scarsdale Jack" Newkirk: 7 victorias
- J. Richard Rossi: 6.25 victorias
- Gregory "Pappy" Boyington: 6 victorias
- Robert Hedman: 6 victorias
- James H. Howard: 6 victorias (6 más en el Teatro Europeo para un total de 12)

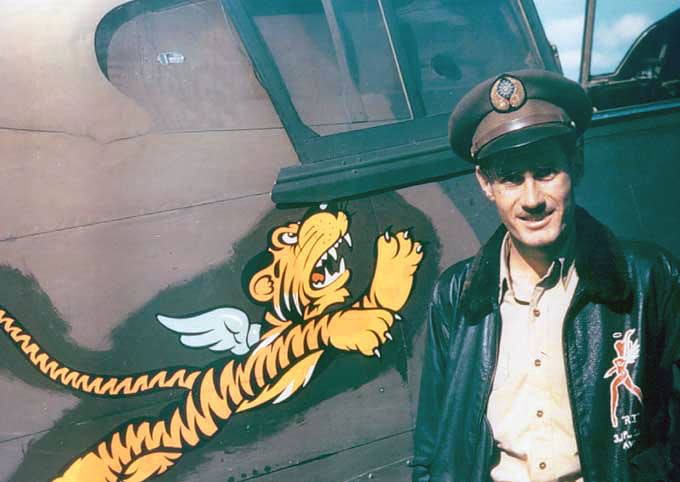
El as y líder de escuadrón Robert "R.T." Smith junto a su P-40 en Kunming, China. La insignia de los "Flying Tigers" fue creada por Walt Disney.

- C. Joseph Rosbert: 6 victorias
- Robert Prescott: 5.5 victorias
- Percy Bartelt: 5 victorias
- William Bartling: 5 victorias
- John Garrity: 5 victorias
- Edmund Overend: 5 victorias
- Robert Sandell: 5 victorias
- Robert H. Smith: 5 victorias
- Jhon W